# Atrichum rigidum
Atrichum rigidum là một loài rêu trong họ Polytrichaceae. Loài này được Lorentz mô tả khoa học đầu tiên năm 1864.